# Faust, une légende allemande
Pour les articles homonymes, voir Faust (homonymie).
Pour plus de détails, voir Fiche technique et Distribution.
Faust, une légende allemande est un film muet allemand réalisé par Friedrich Wilhelm Murnau, sorti en 1926.
Le film reprend la légende du XVIe siècle de Faust. À l’origine de cette histoire est un pari entre l’archange et le diable. Si ce dernier parvient à démontrer que l’homme est aussi noir que Méphisto le croit, alors la Terre est à lui sinon il devra y renoncer. Son choix se porte sur Faust afin de prouver ses dires.

## Synopsis
Les termes du pari sont que Méphisto doit parvenir à corrompre l’âme d’un homme de bien et détruire en lui tout ce qu’il y a de divin et alors la Terre sera sienne. Lorsque son choix est arrêté, il envoie la peste détruire le village de Faust. Devant un tel fléau Faust prie pour que la mort et les privations cessent mais rien ne se passe. Désespéré, il en vient à appeler le diable. Celui-ci lui propose le marché suivant : une période d’essai de 24 heures durant laquelle Méphisto sera à son service. Faust accepte et demande de sauver les villageois. Cependant, ceci vient avec un prix ; Faust ne peut plus s’approcher de tout ce qui est divin. Et quand les malades le découvrent, ils le bannissent. Faust décide de faire un second marché avec Satan : jeunesse, les plaisirs terrestres et royaumes contre son âme. L’échange est scellé avec la duchesse de Parme. Avec le temps, Faust se lasse de ses excès et aimerait revoir sa ville. Obligé d’obéir, Méphisto le ramène. Quand ils arrivent, les cloches de la cathédrale sonnent, la messe se termine. Sur le parvis, Faust est attiré par une jeune fille. Il en tombe amoureux mais il est contraint de fuir quand on l’accuse du meurtre de son frère. Derrière ces machinations se trouve Méphisto qui voit d’un mauvais œil la romance de Faust et Gretchen. Sans famille, Gretchen qui attend l’enfant de Faust devient une paria. Bien plus tard, on la voit errer dans les rues au milieu d’un vent glacial avec son enfant. Les habitants refusent de les aider. Et dans un moment de folie, elle oublie son enfant dans la neige. À l’aube, la cité, voyant l’enfant mort, l’accuse et la condamne au bûcher. Elle appelle alors Faust. Il ne perd aucun instant pour la retrouver mais cela ne sert à rien. Souhaitant n’avoir jamais demandé d’être jeune, il se jette aux pieds de Gretchen. Le diable lui accorde ce dernier vœu. Gretchen reconnaît en ce vieillard son amant alors que les flammes les encerclent. L’ange dévoile à Méphisto qu’il a perdu son pari puisque l’amour triomphe de tout.

## Fiche technique
- Réalisateur : Friedrich Wilhelm Murnau
- Auteur de l'œuvre originale : Johann Wolfgang von Goethe d'après le poème Faust I
- Adaptation par Hans Kyser
- Société de production UFA - Universum-Film Aktien Gesellschaft (Berlin)
- Producteur : Erich Pommer
- Directeur de la photographie : Carl Hoffmann
- Décorateur : Robert Herlth, Walter Röhrig
- Costumes : Georges Annenkov
- Pays de production :  République de Weimar
- Format : 35mm - 1,33:1 - Muet - Noir & Blanc
- Durée : 107
- Dates de sortie :
  - République de Weimar : 14 octobre 1926
  - France : novembre 1926
  - États-Unis : 5 décembre 1926 (New York), 6 décembre 1926 (sortie nationale)

## Distribution
- Gösta Ekman : Faust
- Emil Jannings : Méphisto
- Camilla Horn : Gretchen
- Frida Richard : la mère de Gretchen
- William Dieterle : Valentin, frère de Gretchen
- Yvette Guilbert : Marthe Schwerdtlein, tante de Gretchen
- Eric Barclay : le duc de Parme
- Hanna Ralph : la duchesse de Parme
- Werner Fuetterer : l'archange
- Hans Brausewetter : Bauernbursche / Farmboy (non crédité)
- Lothar Müthel : Mönch / Friar (non crédité)
- Hans Rameau : (non crédité)
- Hertha von Walther : (non créditée)
- Emmy Wyda : (non créditée)

## Personnages

### Méphistophélès
Il n’est autre que le diable. La terre lui appartient et il a bel et bien l’intention de lui infliger tous les fléaux à sa disposition. Pour cela il lui suffit de gagner son pari avec l’archange et pour ce faire, il est prêt à utiliser tous les moyens possibles. Murnau lui donne trois visages : un aspect divin lors de son échange avec l’archange, un aspect plus humain ; celui d’un mendiant lors de sa rencontre avec Faust et enfin celui d’un seigneur.

### L’Archange
Il est le représentant du Bien. Il est également le juge dans ce pari.

### Faust
C'est un homme âgé. Il semble être connu par les habitants de la ville comme celui vers qui se tourner dans les périodes troubles. Sa rencontre avec Méphisto est concomitante avec une épidémie de peste qui ravage la cité. Ce sera d’ailleurs la raison pour laquelle il convoquera le diable : une cure pour soigner les malades. Par la suite, il acceptera d’échanger son âme contre les services de Méphisto et pour en jouir, il souhaitera redevenir jeune.

### Marguerite/Gretchen
Gretchen (diminutif allemand de Margarete) est une jeune fille qui obéit à sa mère et à son frère, se rend à l’église, aide sa tante. Elle représente l’innocence, la pureté dans toute sa splendeur.

### La tante Marthe
Elle est certes un second rôle mais est également le ressort comique du film. Elle vend des potions d’amour qu’elle a elle-même concoctées et croit être courtisée par Méphisto.

## Mise en scène du film

### Les décors
Dans Faust, la lumière crée les formes qui se détachent du fond. Murnau joue avec les amalgames de gris ou de noir afin que les différents protagonistes s’unissent au décor. En effet, la notion de contour disparaît au profit d’un contraste fort de valeurs claires et sombres, notamment dans les scènes se déroulant dans le cabinet de Faust. Les contrastes y sont très marqués mais Faust reste fondu dans le décor. Les piles de livres qui constituent le cadre et le visage de Faust ressortent mais sont liées dans l’image à travers des noirs bouchés. À l’opposé, dans la chambre de Gretchen, c’est l’absence de contraste qui la lie au décor. La luminosité fait ressortir le caractère épuré des décors. C’est un espace de surface lisse, tout est dans le même ton de gris. On retrouve le même amalgame que dans le cabinet de Faust, mais cette fois, c’est un amalgame par le blanc qui unifie le décor et le personnage dans l’image. Ce qui ressort avant tout c’est l’uniformité du gris.
Aussi Murnau a choisi un décor épuré avec peu d’objets de la vie quotidienne. Cela fait penser à la construction d’un contraste entre les deux personnages, mais l’encombrement dans le cabinet de Faust est relativisé par le jeu des noirs bouchés qui fait que l’on ne les distingue pas. En fait chacun s’intègre dans son espace. Et si celui-ci tend à refléter la psyché des personnages, l’harmonie qui se dégage de l’image tend à les rapprocher plus qu’à les opposer.
L’architecture de la ville renvoie à un traitement différent. C’est le seul élément qui semble rester d’un décor d’inspiration expressionniste. Les toits sont en pente raide, avec de nombreuses lignes obliques. Les formes architecturales sont statiques, reléguées aux arrière-plans afin de faire ressortir les différents protagonistes.
Le décor est aussi un vecteur d’espace symbolique. Dans la scène de l’église jaillissent des ondes de lumière qui s’échappent par le portail ouvert et auxquelles se heurtent Méphisto et Faust voués aux ténèbres. Cette scène illustre un des thèmes récurrents du film, à savoir la frontière virtuelle et infranchissable. En effet, tout le film est construit autour de l'adjonction de deux mondes, deux visions, deux domaines. Ici le mythe de Faust qui célèbre le combat de la lumière contre les ténèbres, est particulièrement visible.

### Objets
Les objets se comportent en véritable acteur du drame car ce sont des médias d’interaction entre le bien et le mal, par leur capacité à émettre ou à renvoyer de la lumière. Sur les 56 objets recensés dans Faust, trente sont lumineux comme la croix, ou le miroir. Ce sont des instruments au service d’un pouvoir occulte. Leur efficacité est magique, tel le miroir de Méphisto, ou la statue de la vierge qui repousse le diable.

### Costumes
Le ton des tissus se démarque peu de ceux du fond dans un espace où se dégage un goût pour des couleurs unies : comme en témoigne Éric Rohmer, Faust est sombre dans son cabinet sombre, Marguerite est claire dans sa chambre claire. Les costumes sont unis et plats afin de diffuser toute la lumière. Ils ont été conçus pour retenir dans leurs plis ombre et clarté juxtaposées. Par exemple, dans la séquence de l’errance de Gretchen, ce sont les plis des vêtements qui donnent aux images leur plus haute qualité picturale, renforçant la dimension dramatique du personnage. Murnau, historien de l’art de formation, s’est sans doute inspiré de l’œuvre sculptée la Transverbération de sainte Thérèse, de Gian Lorenzo Bernini dit Le Bernin au XVIIe siècle. La similitude du costume est manifeste, en particulier le drapé plissé qui encadre le visage en souffrance extatique. Dans les deux cas l’effet dramatique est créé par un fort contraste. Le Bernin a utilisé les mêmes outils pour les mêmes effets (ce sont les saillies qui créent les zones d’ombres). L'extase de sainte Thérèse est une œuvre théologique dont Murnau s’est inspiré en se servant d’éléments qui renvoient au fonds culturel des images christiques du monde occidental pour illustrer le martyre.
Le costume exprime aussi le symbole de la transformation de l’être. En effet, la vieillesse de Faust au début du film se manifeste par des vêtements sombres et majestueux (grand manteau bourgeois, sombre, ample et volumineux) alors qu’il est doté d’un costume ajusté clair, près du corps et lisse lorsqu’il rajeunit. Méphisto va lui aussi changer de costume et d’apparence lors de sa transformation. Il va passer d’un aspect de vieux mendiant habillé d’un costume fatigué, gris et vulgaire, à celui d’un Méphisto jeune et majestueux ruisselant de soie de couleur noire. D'ailleurs, se dégage un paradoxe lié aux choix de costumes et d’image de Murnau : Méphisto qui est un personnage des ténèbres est lui aussi matérialisé par la lumière. En particulier lorsqu’il porte son costume soyeux, il réfléchit la lumière, sa cape de soie noire la faisant briller comme de l’eau. Mais là encore la virtuosité picturale de Murnau lui permet de traduire une opposition au divin. De façon tout à fait subtile, Méphisto reflète, renvoie une lumière qui répugne à le toucher, alors que le divin rayonne, émet de la lumière. C’est ce qui est annoncé dès les premières images du film où l’archange illumine la scène et où l’ombre créée par Méphisto semble happer la lumière.

## Espace filmique

### Travelling
Murnau utilise le travelling de façon ponctuelle alors qu’il l'avait largement employé dans Le Dernier des hommes. Il emploie ce procédé notamment lors du voyage aérien de Faust et de Méphisto debout sur le manteau magique. Le vol débute au-dessus des toitures de la ville, traverse les campagnes et les montagnes pour arriver enfin, à Parme dans le palais où se déroulent les noces de la duchesse. Murnau se réfère à un passage de Goethe où le voyage aérien est présenté comme un doux rêve auquel se laisse aller Faust. On y retrouve d'ailleurs les différents motifs du paysage filmé : 
« Oh !, que n’ai-je des ailes pour m’enlever du sol…
Que n’ai-je du moins un manteau magique
Pour me porter en des contrées lointaines!».
Murnau reprend ici la thématique du jardin paysage, renvoyant à la conception du point de vue élevé, auxquels les poètes romantiques faisaient fréquemment référence. Ainsi cette scène transcrit bien le projet que fait miroiter Méphisto à Faust, à savoir le phantasme de la transcendance de l’homme qui veut s’apparenter à Dieu.

### Les effets spéciaux
Si les techniques ont évolué, les besoins, très divers, sont restés les mêmes :
- reproduire un temps atmosphérique spécifique : pluie, chute de neige, brume.
- reproduire des éléments fantastiques.
- préserver l’intégrité des acteurs et des décors.

Murnau fait partie des cinéastes allemands des années vingt qualifiés d’expressionnistes. Ces derniers furent des précurseurs dans l’utilisation de ces nouvelles techniques. Murnau a eu recours à celles-ci pour Faust. Elles lui donnent en partie son identité.
Il faut savoir que Faust fut un tournant pour l’UFA (Universum Film Aktiengesellschaft), société de production de film allemande très importante au début du XXe siècle. Ils n’avaient rien produit d’aussi complexe et d’aussi coûteux auparavant. Le tournage dura six mois et 2 millions de Deutschmark dont seulement la moitié fut récupérée. Murnau utilisa deux caméras qui tournaient simultanément. Et la même scène était filmée plusieurs fois. Il pouvait ainsi choisir les meilleures images. Un exemple est la scène du parchemin qui prend feu. Elle nécessita une journée à elle seule.
Parmi ces techniques, il y a l’emploi de câbles afin de donner l’impression qu’un personnage ou un objet se déplace dans les airs. Des maquettes ont été réalisées pour modifier les notions d’échelle. D’autre part, il apparaît souvent en arrière-plan un décor peint, cela permettait de filmer en studio.
Si ces effets sont réalisés devant la caméra, plusieurs autres sont réussis par le travail sur pellicule : apparition/disparition des objets, superposition des images…

## Faust, un film pictural
Avec Faust transparaît la volonté première de Murnau de donner à son film l’illusion de la peinture. Ainsi, certains plans sont de véritables réminiscences de toiles célèbres. C’est que Murnau a reçu une formation d’historien de l’art.
Dans L’écran démoniaque de  Lotte Eisner, nous pouvons lire : « Si dans son Faust il montre en raccourci un pestiféré gisant avec d’énormes plantes des pieds, c’est le reflet du Christ de Mantegna. Et si Gretchen, accroupie dans la neige parmi les ruines d’une chaumière la tête enveloppée dans son manteau, tient son enfant dans les bras, ce n’est que la vague réminiscence d’une madone flamande ».
Murnau a pour peintres référents :  Rembrandt, Georges de La Tour ou encore  Vermeer.
Un jeu du clair obscur s’installe dès les premières secondes du film et rappelle le clair obscur de Rembrandt. Référençons nous à quelques scènes du film ; celles de la peste par exemple, la peste qui se propage et décime la population. L'action constitue alors un frêle ilot de lumière menacée par une obscurité dévorante.
Dans le cabinet de travail de Faust, la lumière est nébuleuse et flottante, des formes sortent des brumes doucement lumineuses.Ici, Murnau se souvient de la lumière qui baigne la gravure du Faust de Rembrandt.
Avec Georges de La Tour, Murnau partage le goût du dépouillement des décors et des costumes.
Chez Murnau, tout comme chez Vermeer, la lumière se veut organisatrice de l’espace, référençons nous aux scènes diurnes chez Gretchen.
Nous lirons chez Rohmer « Si Faust est le plus pictural de ses films, c’est que le combat de l’ombre et de la lumière en constitue le sujet. »
La plastique de Murnau est avant toute chose axée sur la conception et la fonction de la lumière. Murnau subordonne la forme à la lumière, en d’autres termes ; la lumière modèle la forme, elle la sculpte.
« Toutes les formes, visages, corps, objets, éléments naturels, écrit Éric Rohmer, sont modelés à sa guise avec une science consommée de l’effet. Jamais œuvre cinématographique n’a spéculé si peu sur le hasard ».
La lumière accompagne le geste, affirme la présence dramatique des comédiens, transcende leur jeu. Par instants, la lumière ondoie sur les visages. L’éclairage participe à l’intensité des émotions. Et par cette intensité, le personnage accède à une existence picturale.
La lumière ruisselle de toutes parts : sur Faust brûlant de gros volumes poussiéreux, sur le fantôme noirci de Méphisto conjurant les flammes, à l’intérieur de l’église jaillissent des ondes de lumière douce et tendre… Les nuances de l’éclairage participent activement au drame.
Parce que ce combat de l’ombre et la lumière, c’est le combat du Bien et du Mal, ce duel entre Méphisto et l’Archange. Le début du film présente ce que le clair-obscur allemand a créé de plus remarquable, de plus saisissant. Eisner écrit : « Une lumière qui prend naissance dans les brumes, des rayons qui traversent l’air opaque ou encore la forme lumineuse d’un archange troublant qui s’oppose au démon dont les contours en dépit des ténèbres, ont un relief grandiose.» Un film du clair-obscur pour illustrer un pari surnaturel. Les Enfers défiant le Ciel, les ténèbres démoniaques tentant d’étouffer la clarté divine. Un surnaturel qu’impose Murnau de manière magistrale.